# Idomacromia lieftincki
Idomacromia lieftincki är en trollsländeart som beskrevs av Legrand 1984. Idomacromia lieftincki ingår i släktet Idomacromia och familjen skimmertrollsländor. IUCN kategoriserar arten globalt som livskraftig. Inga underarter finns listade i Catalogue of Life.